# Villiers-sur-Tholon
Villiers-sur-Tholon korábbi község (település) Franciaországban, Saône-et-Loire megyében. 2017. január 1-jén Aillant-sur-Tholon, Champvallon és Volgré községgel egyesült és Montholon új község része lett.
Lakosainak száma 465 fő (2018. január 1.). Villiers-sur-Tholon Volgré, Aillant-sur-Tholon, La Ferté-Loupière, Laduz, Saint-Romain-le-Preux és Senan községekkel határos.

## Népesség
A település népessége az elmúlt években az alábbi módon változott:
| Lakosok száma | 489  | 480  | 469  | 465  |
|               | 2013 | 2015 | 2017 | 2018 |